# Corinna sanguinea
Corinna sanguinea is een nomen dubium. Embrik Strand publiceerde de naam in 1906 voor een soort waarvan hij alleen het vrouwtje kende. Het type-exemplaar dat in het Staatliches Museum für Naturkunde in Stuttgart werd bewaard, is in 1944 verloren gegaan.